# Guinagourou
Guinagourou ist eine Stadt und ein Arrondissement im Departement Borgou im westafrikanischen Staat Benin. Es ist eine Verwaltungseinheit, die der Gerichtsbarkeit der Kommune Pèrèrè untersteht.

## Demografie und Verwaltung
Gemäß der Volkszählung 2013 des beninischen Statistikamtes INSAE hatte das Arrondissement 26.722 Einwohner, davon waren 13.146 männlich und 13.576 weiblich.
Von den 61 Dörfern und Quartieren der Kommune Pèrèrè entfallen 20 auf Guinagourou:
1. Banigourou
2. Bérékoudo
3. Bougnankou
4. Gah-Maro
5. Gando-Alafiarou
6. Gbandé
7. Gommey
8. Gounkparé
9. Guinagourou
10. Guinagourou-Peulh
11. Kabadou
12. Kpawolou
13. Nanin
14. Nassy
15. Nassy-Gando
16. Ogamoin
17. Sinanimoin
18. Sonon
19. Wokparou
20. Wondou